# Митрофан Воронежский
Митрофа́н Воро́нежский (в миру — Михаи́л, в схиме — Мака́рий; 6 (16) ноября 1623 года, Антилохово — 23 ноября (4 декабря) 1703 года, Воронеж) — епископ Русской церкви, епископ Воронежский и Елецкий. Причислен к лику святых Русской православной церкви 25 июня (7 июля) 1832 года.

## Жизнеописание

### Семья
Его родители принадлежали к духовному званию, по словам самого святителя, «я родился в мир сей от благочестивых родителей и воспитан ими в непорочном благочестии Восточной Церкви, в православной вере».
Родился 6 ноября 1623 года в селе Антилохово (сегодня это территория Савинского района Ивановской области) и получил имя Михаил. Был женат, имел сына.

### Монах и игумен
В сорок лет Михаил овдовел. В 1663 году был пострижен в монашество с именем Митрофан в Золотниковской пустыни в честь Успения Божией Матери. Митрофан был известен строгой монашеской жизнью, и уже в 1665 году по просьбе братии Яхромского Космина монастыря был поставлен игуменом этой обители. Во время его настоятельства в монастыре был построен новый Спасский храм, который был снабжён всей необходимой церковной утварью.
С 1675 года Митрофан являлся игуменом Унженского Троицкого монастыря, которому покровительствовал царствующий дом Романовых. Под его руководством и в этой обители был сооружён новый храм — каменный Благовещенский с трапезною и колокольней, освящённый в 1680 году.
В 1677 году по поручению патриарха Иоакима игумен Митрофан обследовал церкви в ветлужских сёлах, а также заменял в храмах Галича и Юрьевца Поволжского с уездами старопечатные богослужебные книги на новые. В 1680 году одновременно с настоятельством в Унженском монастыре он был назначен десятильником — управляющим Унженской десятиной, в состав которой входили 94 храма.

### Воронежский архиерей
2 (12) апреля 1682 года назначен епископом Воронежским, был первым архиереем на вновь учреждённой кафедре. Ранее она входила в состав Рязанской епархии, однако тамошние архиереи не посещали Воронеж и его окрестности, находившиеся на глубокой периферии их обширной епархии. Многие местные жители не испытывали уважения к религии, образовательный уровень пастырей был крайне низок, в регионе было велико влияние старообрядчества, представители которого бежали на тогдашнюю окраину России от гонений. На территории епархии было лишь 182 храма, что не соответствовало её масштабам и постоянно увеличивавшемуся количеству населения. Монастырская жизнь находилась в упадке, во внутреннюю жизнь монастырей часто вмешивались жертвователи-миряне. По словам владыки Митрофана, «у нас место украинское и всякого чину люди обвыкли жить неподвластно, по своей воле» (украинское в данном случае означало окраинное).

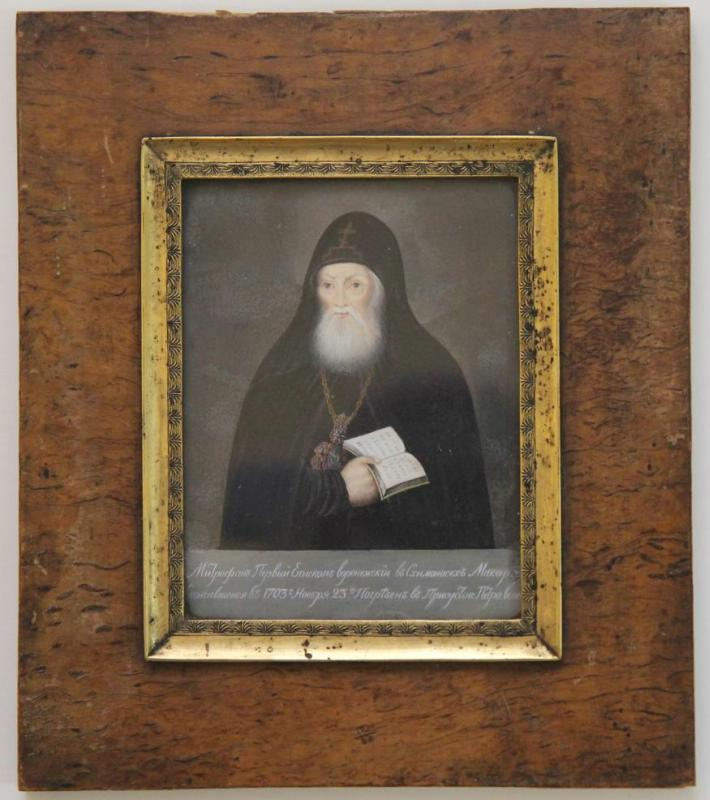
Портрет XIX в.

В конце августа 1682 епископ прибыл в свою епархию. В житии святителя Митрофана даётся такая оценка его деятельности в качестве правящего архиерея:

Как опытный хозяин, радеющий об имуществе церковном, он стремился к тому, чтобы увеличить средства своей небогатой епархии и заботливо упорядочивал её внешний, церковно-хозяйственный обиход. Но главные заботы святителя сосредоточивались на пастырском попечении о спасении душ вверенного ему Господом словесного стада. Святой Митрофан явился истинным пастырем, со страхом Божиим он свершал своё служение: с любовию и милосердием вспахивал святитель ниву сердец человеческих, чтобы посеять на них спасительные семена слова Божиего; лишь в крайних случаях для искоренения пороков обращался он к суровым карательным мерам.

В бытность владыки Митрофана епископом Воронежским были окончательно определены и расширены границы епархии. Вместо ветхого Благовещенского собора в Воронеже был построен новый, каменный пятиглавый, также освящённый к 1692 в честь Благовещения Пресвятой Богородицы и ставший в то время самым большим зданием города. Число храмов в епархии увеличилось до 239. Были основаны два новых монастыря, один скит преобразован в монастырь. Обители епархии были подчинены архиерейскому надзору, в них была налажена финансовая дисциплина. Епископ принимал меры к повышению нравственного уровня как монашествующих, так и белого духовенства, заботился об их авторитете, защищал священников от притеснений со стороны мирян. Был строгим, но справедливым архипастырем. Активно боролся с влиянием старообрядчества, много проповедовал, открывал в сёлах школы, в которых преподавали знавшие грамоту переселенцы из Малороссии. Много занимался благотворительностью, по словам биографа владыки, «дом его архиерейский был домом прибежища всем скорбящим, странникам гостиница, болящим врачебница, убогим место упокоения».

### Епископ Митрофан и царь Пётр I

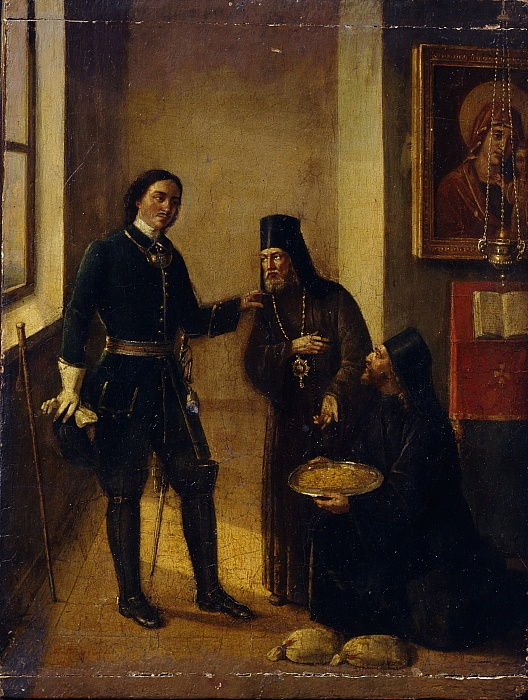
Епископ воронежский Митрофан жертвует монастырскою суммою Петру I в 1696 году на сооружение флота для осады Азова, М. И. Теребенёв, 1857 г.

Епископ Митрофан оказывал поддержку Петру I, который организовал в Воронеже корабельную верфь для строительства флота, участвовавшего в походе на Азов в 1696. В своих проповедях он поддерживал это начинание царя, как правящий архиерей, содействовал строительству кораблей, жертвовал крупные суммы на кораблестроение, считал возможным заимствовать с Запада технические знания. Царь, в свою очередь, с уважением относился к святителю, для некоторых воронежских обителей им по ходатайству епископа Митрофана были уменьшены государственные повинности (что было нехарактерно для Петра I, но объяснялось его хорошими отношениями с владыкой).
В то же время активная политика вестернизации различных сторон жизни встречала неприятие со стороны святителя, который не боялся возражать царю, когда речь шла о принципиальных вопросах. В житии святителя описан его конфликт с Петром I во время одной из поездок царя в Воронеж:

Государь пожелал видеть у себя святого Митрофана и велел ему явиться во дворец. Святитель тотчас же отправился к царю пешком. Но, войдя во двор, ведущий ко дворцу, он увидел статуи греческих богов и богинь, поставленные в качестве украшения по царскому приказанию. Святитель сейчас же повернулся и пошёл домой. Об этом доложили императору, который, не зная, почему святой Митрофан возвратился обратно, вторично отправил к нему посланного с приказанием явиться. Но святитель ответил: «Пока государь не прикажет снять идолов, соблазняющих весь народ, я не могу войти в его дворец». Разгневанный такими словами Петр приказал передать святому: «Если он не придет, то ослушанием предержащей власти подвергнет себя смертной казни». На эту угрозу епископ Митрофан отвечал: «В жизни моей государь властен; но неприлично христианскому государю ставить языческих идолов и тем соблазнять простые сердца».

Конфликт завершился примирением — царь простил епископа и приказал убрать статуи, после чего владыка явился во дворец благодарить государя. В последующем он не изменил своё негативное отношение к европейским обычаям и включил в своё духовное завещание резкое предостережение патриарха Иоакима против сближения с иноземцами. Несмотря на это, он до самой смерти пользовался расположением царя, с которым в последний раз встречался в 1702.

### Болезнь и кончина
В августе 1703 года епископ Митрофан тяжело заболел. 10 (21) августа 1703 года был пострижен в схиму с именем Макарий, в честь преподобного Макария Унженского, основателя монастыря, в котором был игуменом до своей архиерейской хиротонии. В своём завещании, в частности, писал: «А келейных денег у меня нет… не имам в келии своей ни злата, ни сребра, что дати на воспоминание души моей грешной».
23 ноября (4 декабря) 1703 года святитель Митрофан скончался, при его погребении 4 (15) декабря 1703 года присутствовал царь Пётр I, который планировал посетить воронежскую верфь, но ускорил свой приезд, узнав о кончине епископа. После заупокойного богослужения Пётр I сказал всем присутствующим: «Стыдно нам будет, если мы не засвидетельствуем нашей благодарности благодетельному сему пастырю отданием ему последней почести. Итак вынесем его тело сами». Царь лично нёс гроб владыки, а после похорон, обратившись к приближённым, сказал: «Не осталось у меня такого святого старца». Владыка Митрофан был похоронен в Благовещенском соборе Воронежа.

## Почитание

### Мощи

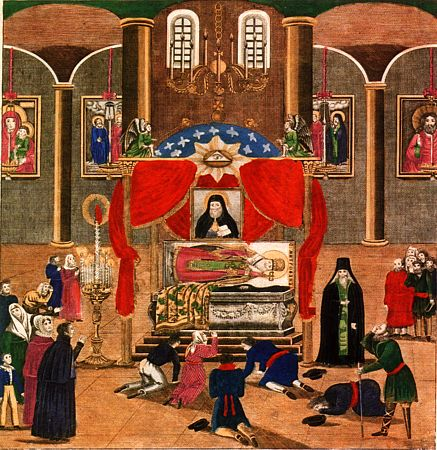
Поклонение мощам святителя Митрофана Воронежского

В 1831 году были извлечены останки Митрофана Воронежского, объявленные нетленными мощами. В начале 1832 года синодальная комиссия из трёх человек это нетление подтвердила, а в середине того же года Синод принял решение: «Святые, чудодейственные и целебные мощи» Митрофана поставить в церкви «яко светильник».
3 февраля 1919 года в Митрофановском монастыре комиссия, составленная из представителей советской власти и врачей-экспертов под председательством секретаря губернской чрезвычайной комиссии Бессмертного, произвела вскрытие раки Митрофана Воронежского. Согласно заключению комиссии, мощи состояли из рассыпающегося черепа с прикреплёнными волосами, нескольких костей, а основную массу составляли ткани и вата.
5 декабря 2009 года мощи святителя Митрофана были перенесены из Покровского кафедрального собора Воронежа в Благовещенский собор (Воронеж).

### Канонизация
В 1832 году епископ Митрофан был причислен к лику святых. Дни памяти: 23 ноября (6 декабря) преставление, 19 июля (1 августа), 7 (20) августа обретение мощей (1832), 4 (17) сентября второе обретение (1964) и перенесение мощей (1989).
В прославлении святителя Митрофана Воронежского активно участвовал Алексей Александрович Павлов, зять генерала Ермолова, бывший камергер Двора, о чём в беседе с Мотовиловым на Пасху 1835 года сказал святитель Антоний: «он так много служил святителю Митрофану и так сильно и деятельно содействовал открытию святых мощей святителя Митрофана, что я считаю его не только к себе самому, но и к святителям Воронежским Митрофану и Тихону искренно близким человеком».

### Храмы и монастыри

Памятник святителю Митрофану в Первомайском саду Воронежа

Первым храмом во имя святителя Митрофана была надвратная церковь в Хотьковском монастыре, которую 29 июня 1833 года освятил митрополит Филарет.
В Москве существуют храм Митрофана Воронежского, построенный в 1895 году при детском приюте великой княгини Елизаветы Фёдоровны в Петровском парке. В Павелецком вокзале, с которого отправляются поезда в Воронеж, находится часовня во имя святителя, освящённая в 2001 году.
В Петербурге в 1847 году на территории Тентелевского кладбища была построена церковь Митрофана Воронежского, в связи с чем и само кладбище стало именоваться Митрофаниевским. Этот храм был снесён в 1929 году.
На территории Карелии на берегу Важозера находится Митрофаниевская пустынь Петрозаводской и Карельской епархии, основанная (как скит) в 1904 году и возрождённая в 2000 году.
В Псковской епархии в селе Лосицы (Плюсское благочиние) в 1856 году был освящён храм Митрофана Воронежского.
В 2003 году был построен храм во имя святителя на территории Воронежского института МВД России.
В Самаре построен деревянный храм в честь святителя Митрофана Воронежского.
В Болграде Одесской области (Украина) кладбищенская церковь в честь памяти свт. Митрофана.

### Музей и памятники
В 2003 году в Воронеже был установлен памятник святителю Митрофану. Для сбора пожертвований на строительство кафедрального Благовещенского собора в городе был основан Фонд святителя Митрофана Воронежского.
В 2017 году в Самаре при деревянном храме Митрофана Воронежского на улице Лейтенанта Шмидта, установлен памятник святителю.
В апреле 2024 года открылся Музей старинных икон и исторических реликвий «Святые покровители Воронежа», в котором в том числе представлено частное собрание старинных икон святителя Митрофана.
25 июля 2024 года памятник святителю Митрофану и царю царю Петру I установили на Адмиралтейской площади в центре Воронежа. По словам губернатора Александра Гусева: «Установка памятника служит напоминанием о тех ценностях, которые олицетворяет святитель Митрофан, — забота о людях, сохранение традиций, благотворительность. Это место станет не только туристической достопримечательностью, но и символом единства общества, стремящегося к добру и просвещению».

### Иное
В Воронеже действует православная гимназия во имя святителя Митрофана Воронежского.
В сентябре 2007 года на базе исторического факультета Воронежского государственного университета прошла межрегиональная научно-практическая конференция «175-летие прославления святителя Митрофана Воронежского — выдающегося церковного и государственного деятеля».
В городе Гатчина, Ленинградской области, в 2015-2016 годах возведён храм святителя Митрофана Воронежского.

## Изречения
Для всякого человека таково правило мудрых мужей: употреби труд, храни мерность — богат будеши. Воздержно пий, мало яждь — здрав будеши. Твори благо, бегай злаго — спасен будеши.— Духовное завещание